# Leo Anchóriz
Leopoldo de Anchóriz Fustel (* 22. September 1932 in Almería; † 17. Februar 1987 in Madrid) war ein spanischer Schauspieler.

## Leben
Achóriz kam durch seine Bekannt- und Freundschaft mit den Regisseur und Drehbuchautoren José María Forqué und Jaime de Armiñán zum Film und arbeitete an diversen Filmen mit beiden zusammen. 1957 drehte er seine ersten Filme und wurde als Charakterdarsteller oftmals in Gangsterrollen und als Banditenchef in Italowestern eingesetzt. Eine seiner bekanntesten Rollen spielte der oft mit dem amerikanischen Kollegen Frank Wolff verglichene Anchóriz 1963 in Sandokan. Daneben spielte er auch Theater; seit 1965 war er verheiratet.

## Filme (Auswahl)
- 1962: Der unbesiegbare Gladiator (Il gladiatore invincibile)
- 1963: Marschier oder krepier (Marcia o crepa)
- 1963: Perseus – der Unbesiegbare (Perseo l'invincibile)
- 1963: Sandokan (Sandokan, la tigre di Mompracem)
- 1965: Finger on the Trigger
- 1966: Die 7 Pistolen des McGregor (7 pistole per i MacGregor)
- 1967: Eine Kugel für Mac Gregor (7 donne per i Mac Gregor)
- 1968: Drei ausgekochte Halunken (I tre che sconvolsero il West (Vado, vedo e sparo))
- 1968: Töte alle und kehr allein zurück (Ammazzali tutti e torna solo)
- 1969: Um sie war der Hauch des Todes (Los desesperados)
- 1972: Bete, Amigo! (Che c'entriamo noi con la rivoluzione?)
- 1973: Alle für einen – Prügel für alle (Tutti per uno… botte per tutti)
- 1975: Zwiebel-Jack räumt auf (Cipolla colt)